# Bernhard Gentsch
Bernhard Gentsch (* 26. Februar 1936 in Glauchau; † 4. Februar 2016 in Radebeul) war ein deutscher Historiker, Journalist und Bibliothekar.
Er studierte Bibliothekswesen und Geschichte. An der Pädagogischen Hochschule Dresden promovierte er 1979 zum Dr. phil. mit der Dissertation Der Klassenkampf der ländlichen Untertanen im Erzgebirge und Vogtland im 17. Jahrhundert. Als freiberuflicher Journalist und Bibliothekar war er in Dresden tätig und legte u. a. Veröffentlichungen in der Tagespresse zu verschiedenen Themen der Zeitgeschichte und Außenpolitik der DDR vor. Er veröffentlichte auch Gedichte, Aphorismen, Kurzgeschichten und Fabeln. 
Gentsch litt an Kinderlähmung, die ihn vor allem gegen Ende seines Lebens schwer behinderte.

## Werke (Auswahl)
- Die soziale Differenzierung der ländlichen Untertanen im Erzgebirge und Erzgebirgsvorland im 17. Jahrhundert. In: Regionalgeschichtliche Beiträge aus dem Bezirk Karl-Marx-Stadt, H. 3, Karl-Marx-Stadt 1981, S. 57–72.
- Der Feuervogelbaum. Kurzgeschichten, Dresden 2005
- Lächeln ist mehr als Lachen, Dresden 2005